# Fédération franco-ténoise
La Fédération franco-ténoise (FFT) est une organisation à but non lucratif qui représente et défend les droits et intérêts des francophones des Territoires du Nord-Ouest, au Canada. Fondée en 1978, elle œuvre à promouvoir la langue française et la culture francophone dans la région, tout en favorisant le développement communautaire, social et économique des Franco-Ténois.
La FFT soutient plusieurs initiatives dans les domaines de l'éducation, de la culture et des services publics, tout en jouant un rôle essentiel dans la préservation et la promotion de la francophonie dans le Nord canadien.

## Historique
La Fédération franco-ténoise est un organisme dont les bureaux sont situés à Yellowknife qui a pour but de promouvoir, encourager et défendre les intérêts politiques, communautaires, sociaux, culturels et économiques de la communauté francophone des Territoires du Nord-Ouest,. Fondée en 1978 sous le nom de l’Association culturelle franco-ténoise (ACFT), elle agit d’abord comme initiateur et incubateur aux organismes francophones du territoire. Le 19 octobre 1988, l'Association culturelle franco-ténoise change de nom pour devenir la Fédération franco-ténoise (FFT).
Dans les premières années de sa création, l’association œuvre d'abord pour capter Radio-Canada, puis élargit ses revendications aux services gouvernementaux en français et à l'accès à l'éducation en français. Malgré la réticence du gouvernement des Territoires du Nord-Ouest à élargir l'enseignement en français sans financement fédéral, la Fédération franco-ténoise engage une poursuite contre le gouvernement territorial en 1988. Un premier programme d'enseignement en français ouvre ses portes en 1989 à Yellowknife où habitent 70% des francophones des Territoires du Nord-Ouest.
Avec l’objectif de rallier la population francophone du nord du Canada, la fédération fonde le journal L’Aquilon en 1986. D'abord mensuel, le journal devient bimensuel en 1989, et hebdomadaire depuis 1993. Le journal couvre l'actualité francophone du nord du Canada à partir de ses bureaux à Yellowknife. La distribution se fait principalement dans les Territoires du Nord-Ouest et au Nunavut.
En 1989, la fédération publie un livre écrit par Denis Perreault et Huguette Léger intitulé Leroux, Beaulieu et les autres ou La petite histoire des francophones dans les Territoires du Nord-Ouest, aux Éditions franco-ténoises. Ce travail a été conçu comme un outil pour raconter les récits du passé des francophones des Territoires du Nord-Ouest et renforcer leur identité collective. En retraçant l’histoire des Franco-Ténois, cette publication offre à la communauté une mémoire commune, affirmant ainsi l’enracinement historique des francophones depuis l’arrivée des premiers Européens dans la région.

Drapeau des Franco-Ténois

En 1992, la FFT crée le drapeau franco-ténois, inspiré par d'autres communautés francophones. Le ciel bleu symbolise la francité, le sol enneigé courbé représente l'appartenance polaire, l'ours polaire incarne la liberté et les grands espaces, tandis que la demi-fleur de lys et le demi-flocon illustrent les racines nordiques de la communauté francophone.
En 1993, le Prix Jeanne-Dubé est instauré par la Fédération franco-ténoise avec l’objectif de mettre en valeur les contributions des membres de la communauté francophone ténoise. Il vise à reconnaître leur bénévolat, leur engagement et à honorer ceux qui ont joué un rôle clé dans le développement de la francophonie aux Territoires du Nord-Ouest. Le prix est décerné annuellement à l’assemblée générale annuelle de la fédération.
Le 24 mai 2003, la FFT lance le Réseau TNO Santé, une organisation qui vise à améliorer l'accès aux services de santé et de mieux-être en français pour les résidents des Territoires du Nord-Ouest en mobilisant les acteurs gouvernementaux, les professionnels de la santé et la communauté. En 2010, la Fédération franco-ténoise a ajouté à ses services le Réseau en immigration francophone des Territoires du Nord-Ouest (RIFTNO) pour favoriser l'établissement des immigrants francophones au nord du Canada. Ce réseau rassemble divers intervenants locaux pour coopérer et mettre en œuvre un plan stratégique axé sur l'immigration, en fonction de leurs mandats respectifs. Enfin, la création d’un répertoire de ressources juridiques franco-ténoises a débuté en 2019, et est officiellement lancé sous l’effigie d’Accès Justice TNO en février 2020.
La maison Laurent Leroux, surnommée la Maison Bleue, qui abrite les bureaux de la Fédération franco-ténoise, a entièrement été acquise par la fédération en 2021. Située au cœur de Yellowknife, la maison agit à titre de centre communautaire pour les activités de la Fédération. Cependant, la communauté franco-ténoise planifie la création d’un nouveau centre depuis 2019 qui inclurait des bureaux pour les organismes francophones, un café, un espace pour une clinique de santé en français, et une salle multifonctionnelle pouvant accueillir jusqu'à 100 personnes.

## Services
La Fédération franco-ténoise offre des services en immigration, en santé, en jeunesse et en justice via ses quatre réseaux.
- Réseau en immigration francophone des Territoires du Nord-Ouest (RIFTNO)
- Réseau TNO Santé
- Jeunesse TNO
- Accès Justice TNO

## Associations membres

### Association franco-culturelle de Yellowknife (AFCY)
L'Association franco-culturelle de Yellowknife (AFCY), fondée en 1985 grâce à l'initiative des membres de l'Association culturelle franco-ténoise, a pour mission de promouvoir la culture francophone à Yellowknife à travers des activités artistiques, sociales et communautaires. À la fin des années 1980, elle a joué un rôle central dans la création de l'École Allain-St-Cyr et la formation de l'Association des parents francophones de Yellowknife, qui est devenue indépendante en 1989.
L'AFCY organise divers spectacles, crée une troupe de théâtre amateur et inaugure un comptoir de prêts de ressources en français en 1994. Plus récemment, elle lance des projets majeurs comme CIVR-FM Radio Taïga, offrant depuis 2001 une programmation continue en français, dont 25 heures de contenu local par semaine. Avec plus de 250 membres, l'AFCY dépend du soutien de bénévoles et de financements pour maintenir sa programmation variée et lutter contre l'isolement social. L'association joue un rôle clé dans le renforcement de la communauté francophone locale.

### Association franco-ténoise du Sud et de l’Ouest (AFTSO)
L'Association franco-ténoise du Sud et de l’Ouest (AFTSO), anciennement connue sous le nom d'Association francoculturelle de Hay River (AFCHR), est une organisation à but non lucratif fondée en 1999 et basée dans la région de Hay River, dans les Territoires du Nord-Ouest, au Canada. Son objectif est de promouvoir la culture francophone et d'organiser des activités en français dans les régions du Slave Sud et du Dehcho. Sous la direction générale de Mila Benoît, l'association a élargi son mandat en 2022 pour inclure ces régions, et se consacre à offrir des services jeunesse et à organiser des événements culturels tous les deux mois. L'AFTSO gère également un service de garde et prévoit des projets à long terme, comme l'ouverture d'un centre communautaire.

### Collège nordique
Le Collège nordique francophone, lancé par la Fédération franco-ténoise, est le seul établissement postsecondaire au nord du 60e parallèle à offrir une formation professionnelle en français. Il propose des programmes adaptés aux besoins régionaux, comme l'administration des affaires, la gestion touristique et l'éducation spécialisée. Grâce à l'apprentissage à distance, les étudiants peuvent suivre des programmes menant à un diplôme sans quitter le Nord. Le collège, situé à Yellowknife, offre des cours en plusieurs langues, y compris le français, l’anglais et l'espagnol, ainsi que des ateliers variés. Avec environ 300 élèves, il promeut la diversité culturelle et linguistique, offrant des programmes sur la culture autochtone des Territoires du Nord-Ouest.

### Commission scolaire francophone Territoires du Nord-Ouest (CSFTNO)
Fondée en 2000, la Commission scolaire francophone des Territoires du Nord-Ouest (CSFTNO) gère deux écoles à Yellowknife et Hay River, accueillant des élèves de la maternelle à la 12e année. C'est la seule commission scolaire des Territoires du Nord-Ouest à offrir un programme de français langue première. Elle propose divers services, dont des garderies, des enseignants spécialisés, un soutien aux étudiants, des activités culturelles et identitaires, ainsi que des programmes d'économie domestique, de commerce et autochtones avec une approche pratique.

### Conseil de développement économique des Territoires du Nord-Ouest (CDÉTNO)
Le Conseil de développement économique des Territoires du Nord-Ouest (CDÉTNO), fondé en 2003, est une organisation essentielle au développement économique et à l'employabilité des francophones et francophiles des Territoires du Nord-Ouest. Depuis la pandémie de COVID-19, le CDÉTNO a connu une expansion significative, en doublant son effectif et en élargissant ses services dans des domaines tels que l'employabilité, l'immigration, le tourisme et l'entrepreneuriat.
L'organisation joue un rôle clé dans la formation et le recrutement de travailleurs francophones, tout en soutenant la création d'entreprises locales. Malgré des défis financiers, le CDÉTNO continue à promouvoir le développement économique et social des Territoires du Nord-Ouest et à préparer la prochaine génération d'entrepreneurs.

### Garderie Plein Soleil
Fondée en 1992, la Garderie Plein Soleil est une garderie francophone située à Yellowknife. La garderie offre un service éducatif complet en français pour la petite enfance qui vise le développement global et identitaire des enfants. Elle propose également un service de garde pour les enfants d'âge scolaire, incluant des journées pédagogiques, des camps de jour et une garde après l'école avec aide aux devoirs pour les élèves de l'école Allain St-Cyr.

### Médias ténois
Médias ténois est né de la fusion administrative entre le journal L’Aquilon et la radio francophone Radio Taïga, officialisée en janvier 2021. Bien que ces deux médias partageaient déjà la même direction et équipe, cette unification a permis d'optimiser les ressources financières et administratives. Ce regroupement a permis d'investir davantage dans la planification stratégique, tout en consolidant la présence des médias francophones dans les Territoires du Nord-Ouest.